# Ван дер Мер, Гер
Герардюс Йозефюс Антониюс Балтазар Мари (Гер) ван дер Мер (нидерл. Gerardus Josephus Anthonius Balthazar Marie "Ger" van der Meer; 2 февраля 1901, Хилверсюм — 20 октября 1983, Горссел) — нидерландский футболист, игравший на позиции нападающего, выступал за команды УВВ, ’т Гой", «Витесс» и «Аякс».

## Спортивная карьера

### УВВ и «’т Гой»
В сентябре 1923 года Гер ван дер Мер вступил в футбольный клуб УВВ из Утрехта. На тот момент он проживал в Хилверсюме по адресу Груст 12. По данным издания Het Sportblad, ранее он выступал за клуб «Виктория» из Хилверсюма. В чемпионате Нидерландов за УВВ дебютировал 23 сентября 1923 года против команды ОДС из Дордрехта, сыграв на позиции правого крайнего нападающего. В первом тайме хорошо себя проявил, показал хорошую скорость и умение обращаться с мячом. Во второй половине игры ван дер Мер открыл счёт своим голам, отличившись на 69-й минуте, он же стал автором последнего пятого гола своей команды. Встреча завершилась крупной победой УВВ со счётом 5:1. 20 января 1924 года отметился забитым мячом в матче с «Квик» из Гааги. Всего за сезон провёл 11 матчей, забил три гола — УВВ по итогам сезона занял седьмое место во второй западной группе и не смог выйти в финальную часть чемпионата Нидерландов.
Сезон 1924/25 провёл в составе клуба «’т Гой» из Хилверсюма. В команде дебютировал 5 октября 1924 года в домашней игре чемпионата с клубом ЗФК из Зандама. В первом тайме Гер сыграл на позиции центрфорварда, а после перерыва поменялся местами с Мейнсмой и занял позицию правого полусреднего нападающего. Встреча завершилась поражением его команды со счётом 1:3. 9 ноября забил свои первые голы за клуб, оформив дубль в матче с лейденским АСК. 11 января 1925 года забил свой третий гол в сезоне, поразив ворота «Фейеноорда» в Роттердаме; в той игре хозяева поля одержали волевую победу 3:2. 8 февраля поучаствовал в разгроме клуба «Квик» (6:0), забив первый гол в игре. За сезон отыграл 15 матчей и забил 4 гола — «’т Гой» завершил сезон на пятом месте в первой западной группе чемпионата.
В апреле 1925 года был вызван в западную сборную Звалюэн для участия в выставочном матче против сборной севера. 26 апреля в Гронингене западная команда уступила северной со счётом 4:2 — за западную команду, помимо ван дер Мера, сыграло ещё трое футболистов «’т Гой»: Франссен, Мейлоф и Вим Андерисен. В мае он вновь был призван в ряды команды Звалюэн и принял участие в товарищеской встрече с английским клубом «Вест Хэм Юнайтед».

### «Витесс»
В сентябре 1925 года перешёл в «Витесс» из Арнема. Издание Arnhemsche Courant высоко оценило качества футболиста, назвав его вторым после Алберта Снаук Хюргронье лучшим правым крайним нападающим на западе Нидерландов. 4 октября впервые попал в стартовый состав в домашнем матче чемпионата с «Хераклесом», в котором «Витесс» проиграл 1:4. До конца года Гер больше не появлялся в матчах чемпионата, в октябре он числился в списке больных, а в ноябре играл за вторую команду «Витесса». В феврале 1926 года вернулся в основной состав «Витесса» — возвращение состоялась 7 февраля в домашней игре с «Квик» из Неймегена, в которой он отличился двумя забитыми голами. Всего за чемпионат забил 3 гола в 6 матчах; его команда финишировала на четвёртом место в восточной группе. В заключительных играх сезона ван дер Мер забил 7 голов, отличившись в товарищеских встречах с ВВА, «Мидлсекс Уондерерс» и «Пройссен Крефельд».
Первую половину сезона 1926/27 провёл в «Витессе», забив 11 голов в 9 встречах чемпионата Нидерландов.

### «’т Гой» и «Аякс»
В июле 1927 года было объявлено, что ван дер Мер вновь будет выступать за «’т Гой». Перед началом чемпионата он принял участие в ряде товарищеских матчах, но в протоколах тех встреч был записан под именем «Vogel». Одна из региональных газет отмечала, что под этим псевдонимом играет именно ван дер Мер. 11 сентября в первом туре чемпионата «’т Гой» дома принимал клуб АДО, но Гер не явился на игру, оставив свою команду вдесятером. Вскоре выяснилось, что в день своего отсутствия он находился в Амстердаме, где принимал участие в товарищеской игре «Аякса». В протоколе матча он был записан как «Vogel» и стал автором хет-трика в ворота роттердамской «Спарты». Впоследствии руководство клуба «’т Гой» обратилось в Футбольный союз Нидерландов с требованием дисквалифицировать нападающего на девять месяцев.
16 октября 1927 года ван дер Мер официально дебютировал за «Аякс» и забил победный гол в матче с РКХ, а спустя неделю оформил первый хет-трик в составе «Аякса», в игре чемпионата против УВВ. В январе 1928 года показал хорошую результативность — 15 января забил четыре гола в ответной встрече с УВВ и отдал одну голевую передачу на Вима Волкерса, а в следующем туре оформил второй покер подряд в матче с ВЮК. В начале марта появилась информация, что нападающий покидает «Аякс», но вскоре это было опровергнуто самим клубом. 18 марта Гер отметился хет-триком в домашней игре с НОАД, которая проходила в рамках первого тура чемпионского турнира. Всего за сезон он забил 20 голов, став лучшим бомбардиром команды; «Аякс» в чемпионате занял второе место, уступив титул чемпиона страны «Фейеноорду».

## Личная жизнь
Гер родился в феврале 1901 года в городе Хилверсюм. Отец — Балтазар ван дер Мер, был родом из Хоф ван Делфта, мать — Йозефине Мария Хюбертине Страуккен, родилась в Рурмонде. Отец был основателем компании «Van der Meer & Co», которая занималась торговлей одежды и головными уборами в Хилверсюме, Зволле и Гронингене. Помимо Гера, в семье было ещё трое сыновей: Петрюс Антониюс Йозефюс Йоханнес, Герман Йозеф Антон Мари и Карел Адриан Йозеф.
Был женат дважды. В первый раз женился в возрасте тридцати одного года — его супругой стала 32-летняя Клементине Мария Схеперс, уроженка деревни Линне. Их брак был зарегистрирован 25 июля 1932 года в Линне. Их первые два ребёнка, появившиеся с разницей в одиннадцать месяцев, родились мёртвыми.
В феврале 1937 года в семье ван дер Мера родился сын Клеменс Мария Герардюс, а спустя два года жена родила второго мальчика, которого назвали Гвидо Петер Мария. В апреле 1942 года у них появился третий сын — Хюго Герардюс Мария, а августе 1943 года родилась дочь по имени Мирьям Хенриэтте Клементине. В апреле 1947 года его супруга умерла в возрасте 46 лет. В феврале 1948 года женился на Мелани Верхорен, которая приходилась сестрой жены его младшего брата Карела. В марте 1949 года Мелани родила дочь Анне-Мари, а в августе 1950 году вторую дочь — Моник-Клементине.
Умер 20 октября 1983 года в Горсселе в возрасте 82 лет. Похоронен 24 октября на территории Северного кладбища в Хилверсюме.

## Статистика по сезонам
| Клуб   | Сезон   | Чемпионат Нидерландов | Чемпионат Нидерландов | Кубок Нидерландов | Кубок Нидерландов | Итого | Итого |
| Клуб   | Сезон   | Игры                  | Голы                  | Игры              | Голы              | Игры  | Голы  |
| ------ | ------- | --------------------- | --------------------- | ----------------- | ----------------- | ----- | ----- |
| УВВ    | 1923/24 | 12                    | 3                     |                   |                   | 12    | 3     |
| УВВ    | Итого   | 12                    | 3                     |                   |                   | 12    | 3     |
| ’т Гой | 1924/25 | 15                    | 4                     |                   |                   | 15    | 4     |
| ’т Гой | Итого   | 15                    | 4                     |                   |                   | 15    | 4     |
| Витесс | 1925/26 | 6                     | 3                     | 1                 | 0                 | 7     | 3     |
| Витесс | 1926/27 | 9                     | 11                    | 0                 | 0                 | 9     | 11    |
| Витесс | Итого   | 15                    | 14                    | 1                 | 0                 | 16    | 14    |
| Аякс   | 1927/28 | 15                    | 20                    |                   |                   | 15    | 20    |
| Аякс   | Итого   | 15                    | 20                    |                   |                   | 15    | 20    |